# 德国新建铁路线路

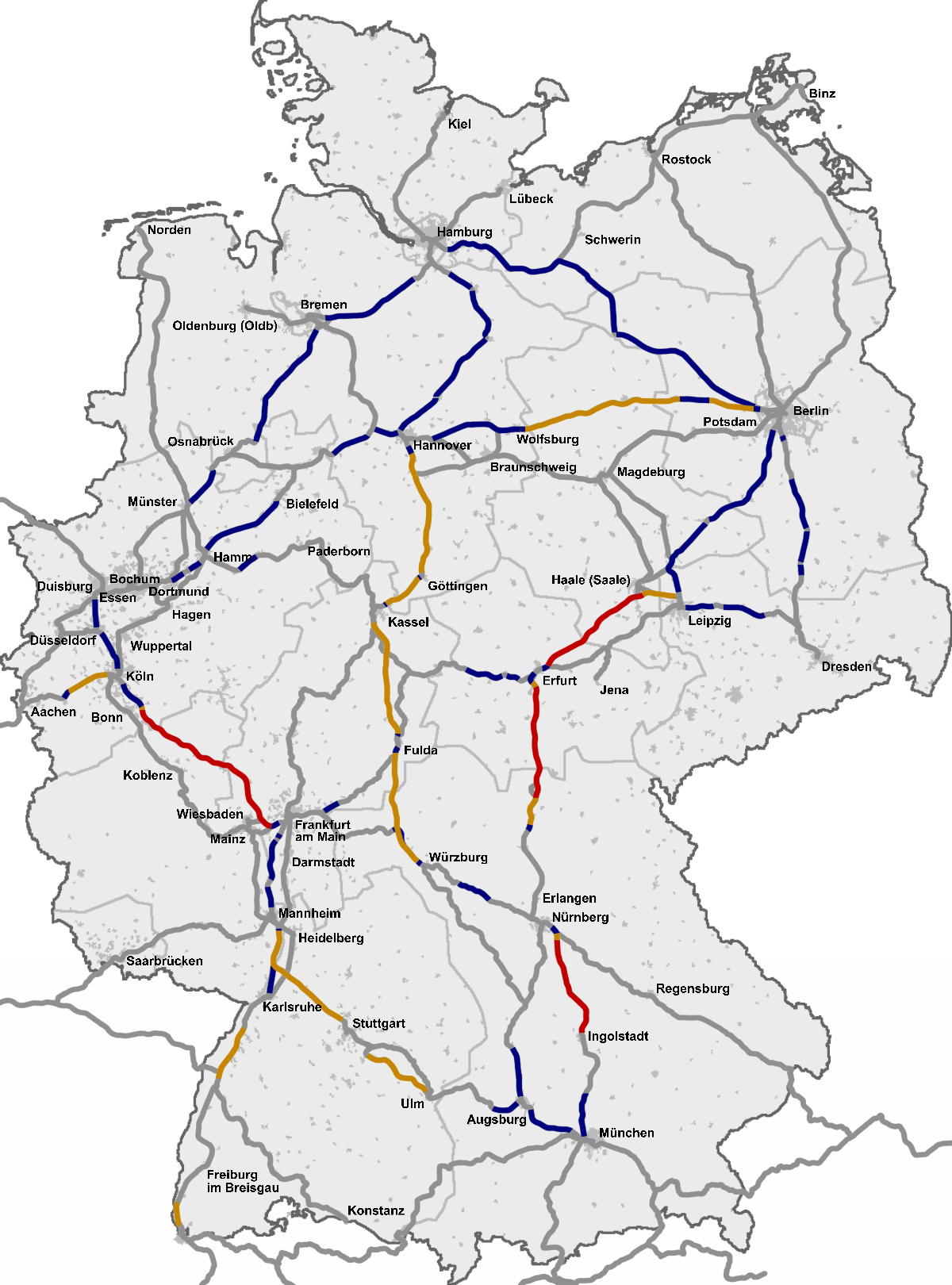
ICE際特快列車城在全德國內的鐵路網絡。
行走速度為 300 km/h（186 mph）的高速線
行走速度為 250 km/h（155 mph）或以上的高速線
行走速度為 200-230 km/h（124-143 mph）的已升級線路
常規線，大部份已升級成可行走速度160 km/h（100 mph）

德国新建铁路线路（德語：Deutsche Eisenbahn-Neubaustrecken）是指联邦德国自1973年以来开始广泛进行的铁路新建工程，它在此前的很长一段时间内都几乎处于停滞状态。这些新建工程一方面是为了缓解和增加铁路网络的容量，以创造更多可用于高速运输的高铁线路；另一方面则是为了减轻都市聚集区内的S-Bahn路网压力。

## 高速铁路

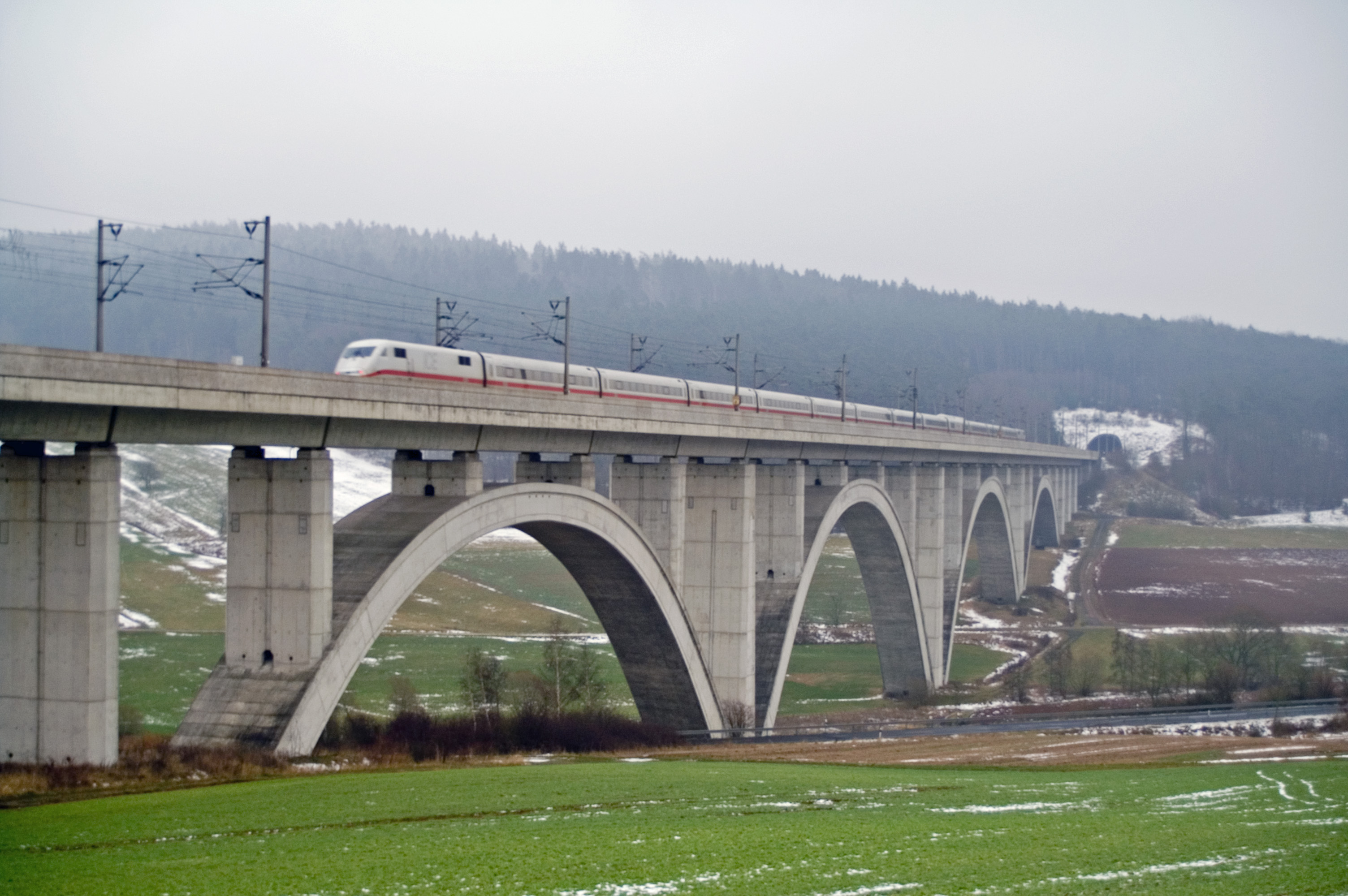
ICE-1运行于汉诺威－维尔茨堡新建线路

行走速度為 300 km/h（186 mph）的高速線

### 汉诺威－维尔茨堡
这条全长327公里的新建线路是在1970年代起进行规划，自1973年起动工，并于1988年至1991年起分段建成通车。线路沿途共需穿过63条隧道和跨越34座桥梁，每公里的造价约为4000万马克（约合2050万欧元）。它在如今已成为德国南北向铁路运输的骨干。作为ICE世界纪录之旅的一部分，试验列车ICE-V曾于1988年5月1日，在线路南段专为创纪录而准备的维尔茨堡－富尔达区间以406.9公里/小时的速度创造了轮轨轨道车辆新的世界纪录。

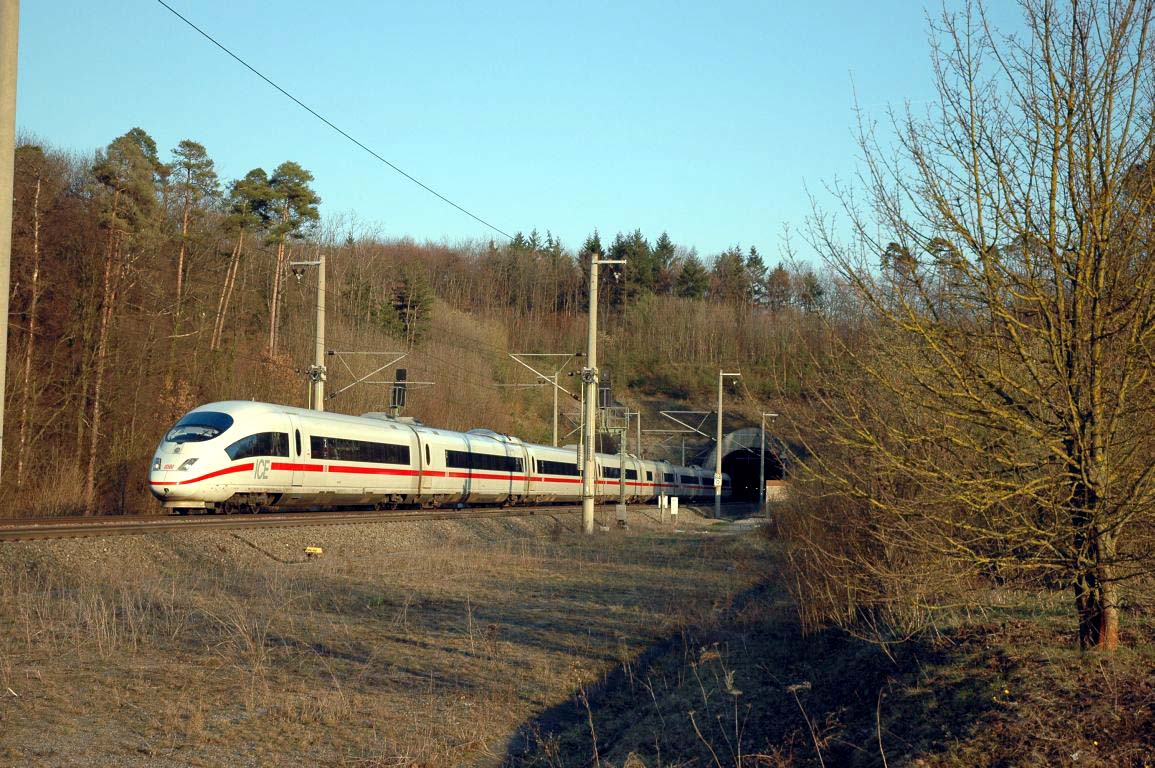
ICE-3运行于曼海姆－斯图加特新建线路的普费丁格隧道

### 曼海姆－斯图加特
这条全长99公里的线路有部分区间的限速可达280公里/小时。它于1991年6月随着城际快车（ICE）的启用而建成通车，共包含有12条隧道和6座跨谷桥。除了ICE班次外，IC班次以及部分区域客运班次也会使用这条线路。在夜间还开行有货运班次。

### 卡尔斯鲁厄－巴塞尔（在建）
通往瑞士、已高负荷运作的莱茵河谷铁路在近几年开始将182公里长的线路部分改建或新建为四线轨道，一部分改建线路会与用于货运列车的新建线路分离。在拉施塔特至奥芬堡之间的路段已于2004年12月建成通车，其余路段则没有明确的时间表；而线路中最大的单体结构——卡岑贝格隧道也于2012年12月9日随着运行图调整而正式投入运营。部分新建线路的最高限速为250公里/小时。

### 汉诺威－柏林

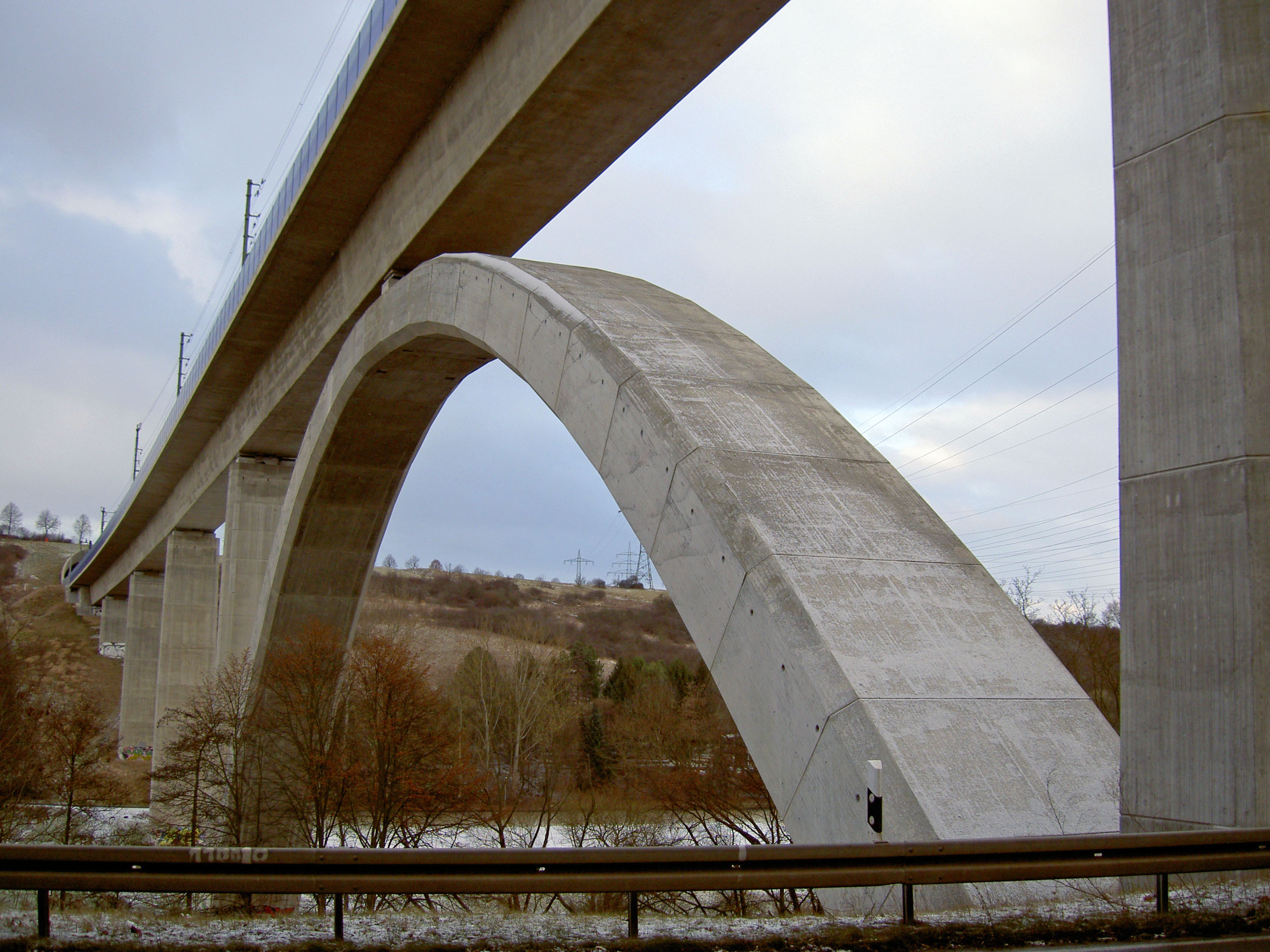
科隆－莱茵/美因新建线路上的拉恩河谷桥

在1980年代，联邦德国交通部也开始考虑将城际快车服务接入西柏林。规划工作在东德转折后才大致完成，其走向将穿越人口稀少的地区。即便这条线路的建设工程直至1992年底才开始，但马格德堡及波茨坦这两个联邦州首府却在两德统一后仍然未能接入高速铁路。
从汉诺威至沃尔夫斯堡的既有线在完成改造后将限速提高至200公里/小时，而在沃尔夫斯堡至柏林间新建的190公里路段则可以最高250公里/小时的速度运行。由于沿途地形平整，使得全线几乎完全没有隧道及桥梁。新建线路也是德国首次大面积使用替代了由和枕木组成的传统道床（163公里中的91公里）。该线路于1998年9月建成通车。

### 科隆－莱茵/美因
该新建线路是在莱茵河左岸及右岸铁路都超负荷使用的情况下而必不可少的。自2002年建成通车以来，这条全程177公里的较短线路将大都市科隆和法兰克福之间的行车时间缩短为1小时13分。线路的走向会经过新落成的法兰克福机场长途车站；通过一条地下环路与科隆/波恩机场相连，也可以通过一条支线与威斯巴登及美因茨这两个联邦州首府相连。
在交通线路捆绑的背景下，这条线路和随后所有的新建线路一样，都尽可能的沿既有高速公路走向兴建。为了能尽可能贴近高速公路，要求线路必须有更小的弯道半径和更大的坡度斜率。线路的许多部分都是沿着3号高速公路延伸，当中包括18座桥梁和26条隧道。由于坡度斜率高达40‰，线路只能运行专门为此装备的ICE-3列车。随着线路的日益普及，自其开通以来，在杜塞尔多夫、科隆以及法兰克福之间的航空运输已大为减少。

### 纽伦堡－因戈尔施塔特－慕尼黑
纽伦堡－因戈尔施塔特间的新建路段和因戈尔施塔特－慕尼黑间的既有线改造路段（全长171公里）可延伸为柏林－埃尔福特－纽伦堡通往慕尼黑的连接。线路的建设始于1998年。自2006年12月10日的运行图更替起，纽伦堡至慕尼黑间的大部分长途列车都经由新线路运行。自2006年5月28日起，两小时1班从多特蒙德/埃森－科隆－法兰克福－纽伦堡－慕尼黑的ICE线路以及个别其它班次最先经由新线路运行。
长途运输在纽伦堡至慕尼黑间的行车时间最初可由105分钟减少为80分钟（2006年5月至12月），在慕尼黑－因戈尔施塔特的既有线于2006年12月完成改造后，则可进一步减少至62分钟。在89公里长的新建路段中，其大部分是沿9号高速公路延伸，最高速度可以达到300公里/小时。根据德国铁路公布的数据，整条线路的建设成本约为36亿欧元。批评者认为线路造价过高，每分钟节省的时间成本高达1亿欧元。

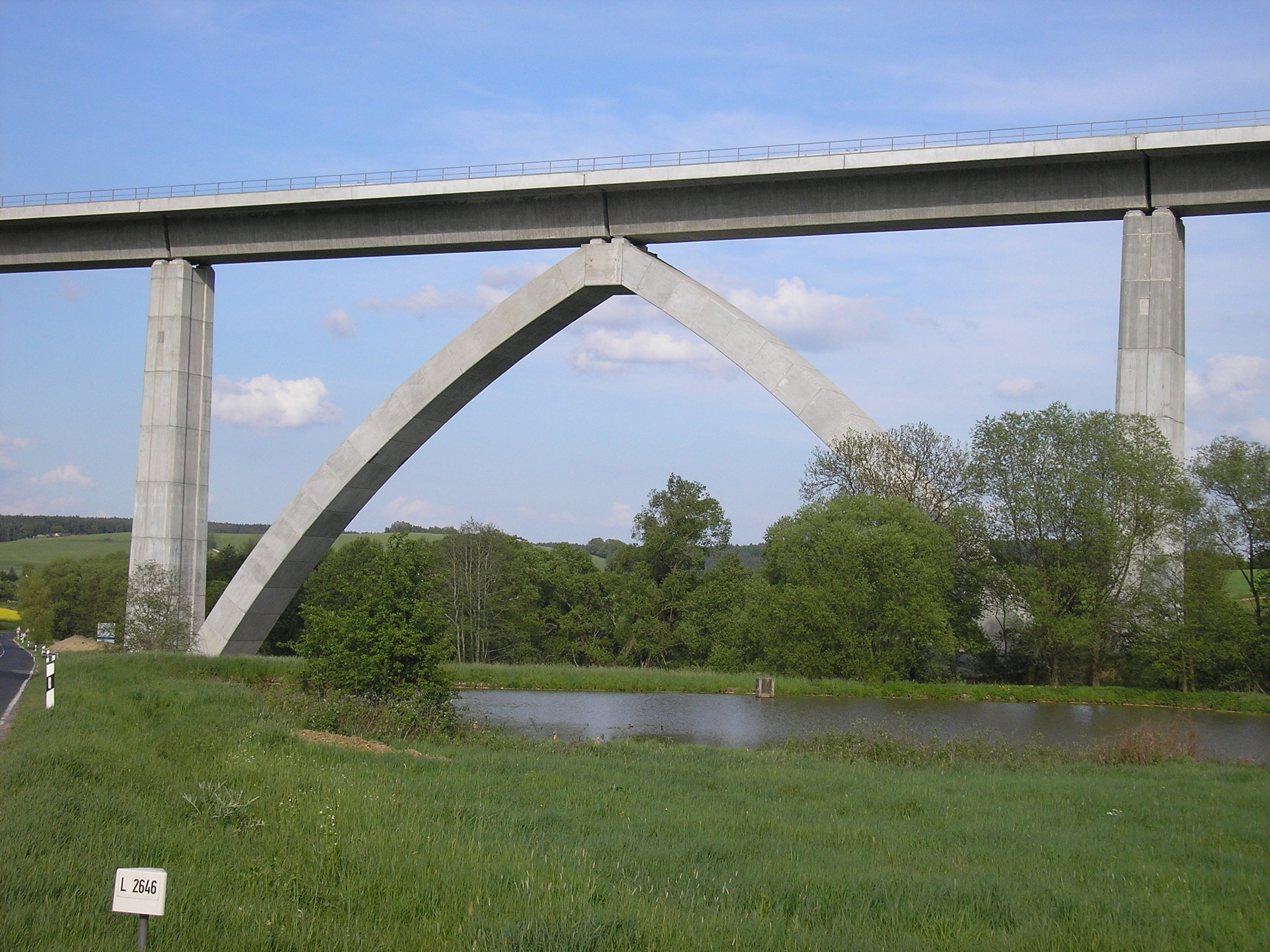
埃本斯费尔德－埃尔福特新造线路中的伍姆巴赫河谷桥

### 纽伦堡－埃尔福特
作为从纽伦堡－埃尔福特－莱比锡/哈勒－柏林的德国统一交通项目8号线的组成部分，埃本斯费尔德－埃尔福特间自1996年4月起开始了对107公里长的新建路段的施工。1999年因缺乏资金而被勒令中断的工程在2002年解除禁令，然而此后基本上只是根据建设法规的要求对工程进行必要的维护。直至2006年底新的资金到位后，才开始了新的穿山隧道钻探工程。该线路预计在2017年12月的运行图调整后投入运营。

### 埃尔福特－莱比锡/哈勒
作为从纽伦堡－埃尔福特－莱比锡/哈勒－柏林的德国统一交通项目8号线的组成部分，埃尔福特－莱比锡/哈勒间自1998年4月起开始了全长123公里的新建工程。从莱比锡至格洛贝斯的23公里路段连同新设立的莱比锡/哈勒机场车站（总投入3.7亿欧元）已于2003年6月完工并投入运营。整条线路在2015年12月9日建成通车。

### 斯图加特－文德林根－乌尔姆（在建）
这两条相连的线路是作为斯图加特－奥格斯堡改建及新建铁路工程的一部分自2012年起开工建设，并将允许列车以250公里/小时的速度穿越施瓦本汝拉山。其走向大致与8号高速公路相平行。线路预计在2021年投入运营。該鐵路的建設計劃又稱斯圖加特21，在當地引發了激烈爭議。

### 莱茵/美因－莱茵/内卡（规划）
线路的规划是要接通现有的科隆－莱茵/美因高速铁路以及曼海姆－斯图加特高速铁路。线路与达姆施塔特的连接作为争论多时的焦点，最终于2007年2月2日由德国铁路和达姆施塔特区域市政局达成折衷方案。达姆施塔特将通过一条单线支线铁路与新的高速线路相连，其中往返于达姆施塔特火车总站的发车频率应为每小时1班。因此，该方案也同时解决了线路走向是应直接经由达姆施塔特火车总站延伸或是应将达姆施塔特完全从高速铁路中脱钩的争论。
另一方面，线路在曼海姆的走向仍未达成共识。当局在这里也希望以一条“弯路”避开曼海姆火车总站。然而这一规划也像达姆施塔特的情况一样招致强烈的争议。

### 汉堡/不来梅－汉诺威（规划）
这条90公里长的规划线路总投资约为13亿欧元，它应将汉诺威与汉堡及不来梅连接起来。由于线路的走向会通过一个分叉部并分别前往汉堡和不来梅，因此它也被称为“Y形线”（其中一边在菲瑟尔赫沃德附近接入于尔岑－不来梅铁路，另一边在希舍尔或劳恩布吕克附近接入不来梅－汉堡铁路）。汉诺威至汉堡之间的行车时间可由此节省约15分钟，汉诺威至不来梅之间则可节省约10分钟。
线路建设的最重要原因是为缓解汉诺威－汉堡铁路的拥塞情况，以创建更多的容量用于短途及货物运输（后者尤其需要从北部港口进入内陆）。被纳入讨论的还有另一条线路走向，即更为缩短的沿7号高速公路延伸，直至汉堡-哈尔堡附近。

## 柏林南北干线铁路

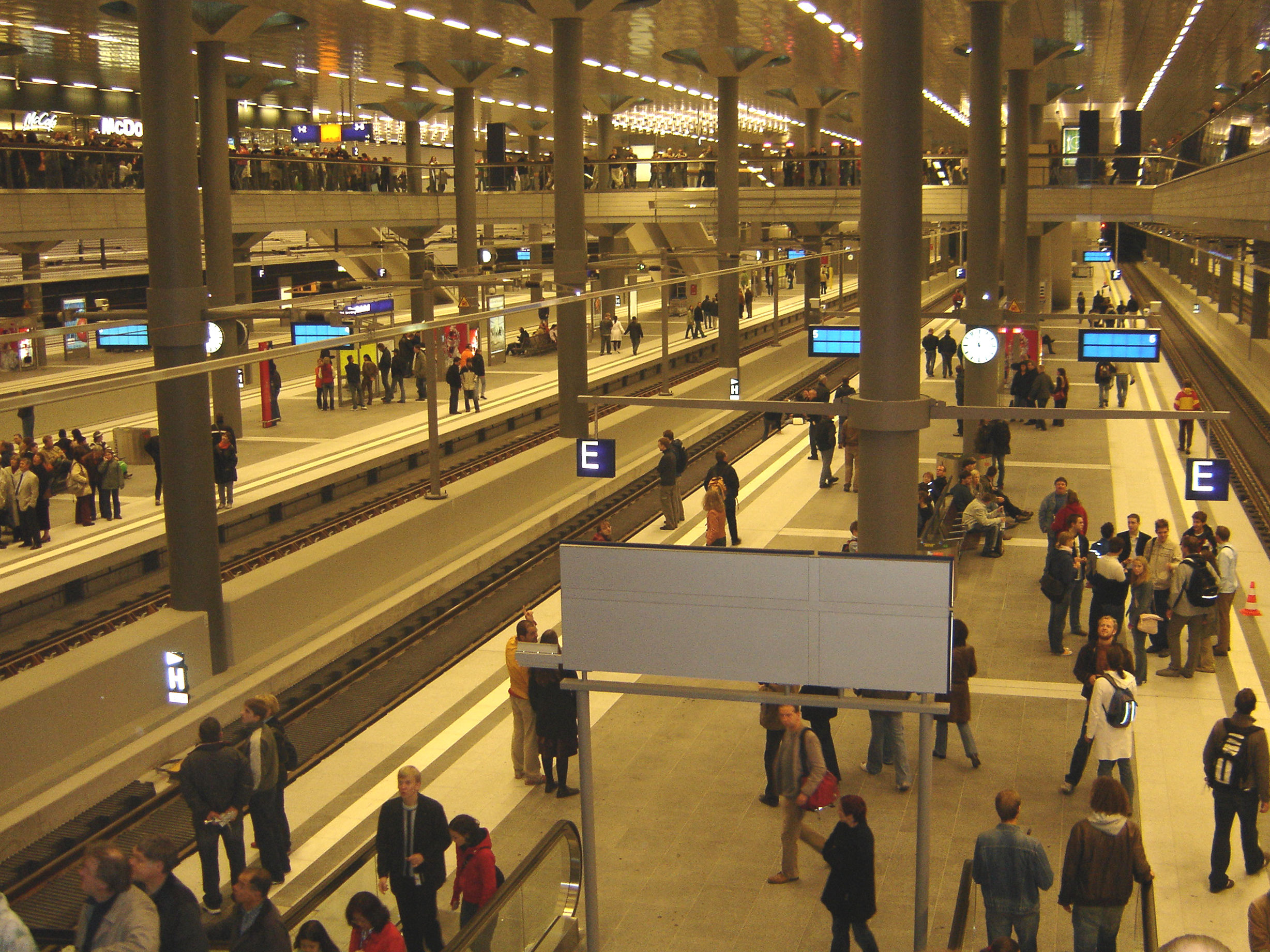
柏林火车总站的地下层位于新建的南北铁路隧道旁

柏林用于长途运输的所有尽头式车站在第二次世界大战后都已部分停止运营。来自北方和南方的列车需要绕行很长的弯路才能到达设于柏林城市铁路上的车站（夏洛滕堡、动物园、腓特烈大街、亚力山大广场和东站）。仅有这条东西向连接无法满足区域和长途运输发展的需求。1992年，一条新的南北向线路连同2.7公里长的四线南北干线铁路隧道、以及位于原莱尔特车站旧址的新火车总站工程开始被纳入议事日程。在蒂尔加滕下方通过的铁路隧道内，除了原有的波茨坦广场S-Bahn车站外，也新建了一座区域车站。在S-Bahn的交汇站健康泉和南十字则获得了更多的长途站台。隧道及车站均在2006年世界杯足球赛之前建成通车。

## 城铁线路

### 隧道线路
在1970年代，法兰克福、汉堡、慕尼黑和斯图加特等地开始修建新的地下城铁（S-Bahn）线路，这使得城铁直接进入各自市中心的行驶可能性成为现实。由于柏林南北隧道早在1939年便已建成通车，这也使它成为了各条新建城铁隧道线路的蓝本。
- 1972年，法兰克福机场便已通过兴建凯尔斯特巴赫联络线而接入德国铁路网络。但在火车总站至卫戍大本营之间的城内隧道线路直至1978年才建成通车，并意味着莱茵-美因S-Bahn正式投入运营。这条隧道线路在1983年被延长至炮兵卫戍（德语：Konstablerwache），至1990年又延长至火车南站。
- 慕尼黑S-Bahn的地下主线于1972年建成并投入运营。
- 汉堡S-Bahn在1907年始建时仍是一个纯粹的地面系统。首条新建的地下线路于1975年在火车总站至码头栈桥（德语：St. Pauli-Landungsbrücken）之间开通。1979年，该线路被延长至汉堡-阿尔托纳。哈尔堡（德语：Hamburg-Harburg）在1983/84年间也建立了一条新的地下线路，旨在对哈尔堡内城进行开发。在2008年投入运营、通往汉堡机场的S-Bahn线路也有部分路段位于地下。
- 在1972年建成的科隆S-Bahn（德语：S-Bahn Köln）11号线（貝爾吉施格拉德巴赫－科隆总站－科隆－科隆-措魏勒）于1977年通过一条新建的隧道线路延长至科隆-措魏勒以北。
- 斯图加特S-Bahn自1978年起在火车总站至施瓦本大街（德语：Bahnhof Stuttgart Schwabstraße）之间新建的地下线路投入运营。这条隧道线路在1985年被延长至斯图加特大学。
- 波鸿至多特蒙德之间自1984年起新建了一条拓展至多特蒙德工业大学的线路，其部分走向是沿原来的煤矿专用线延伸。
- 汉诺威S-Bahn在2000年世界博览会之前大部分为地面线路，唯一的隧道线路是通往汉诺威机场。
- 中德S-Bahn在2013年12月启动时与其前身莱比锡-哈勒S-Bahn相比共有九条全新的线路可用。这个网络中有两条为隧道线路。其中之一的莱比锡城市隧道（德语：City-Tunnel Leipzig）穿越了整个莱比锡内城，并包含有四座隧道车站和一座设于隧道南部紧急出口的负一层车站。此外，在哈勒的哈勒新城城铁隧道（德语：S-Bahntunnel Halle-Neustadt）也是一条隧道线路，并在同名地区的中心位置设有一座车站。
- 自2001年以来，德累斯顿机场被接入了城市的S-Bahn网络。这项连接是从德累斯顿-克洛彻车站（德语：Bahnhof Dresden-Klotzsche）引出的线路延长而来。德累斯顿-克洛彻－德累斯顿机场铁路（德语：Bahnstrecke Dresden-Klotzsche–Dresden Flughafen）只是在接近机场时才潜入隧道，并在一座复线隧道车站内结束。
- 自2008年12月起，汉堡机场被接入城市的S-Bahn网络。为了这项连接，在汉堡-奥尔斯多夫车站（德语：Bahnhof Hamburg-Ohlsdorf）后方不远建造了两条隧道管，并直通到机场前不远的铁路立交桥为止，然后进入隧道车站。从火车总站至机场的行车时间为23分钟。